# I Feel Love
I Feel Love – utwór muzyczny wykonywany przez amerykańską piosenkarkę Donnę Summer, wydany na singlu w 1977 roku.
Autorami utworu oprócz piosenkarki byli Giorgio Moroder i Pete Bellotte, którzy także byli jego producentami. Piosenka została umieszczona na końcu albumu I Remember Yesterday (1977), odnoszącego się do różnych okresów muzyki, gdzie reprezentowała przyszłość. Jej futurystyczna aranżacja, łącząca styl disco z muzyką elektroniczną, wzbudziła wówczas duże zainteresowanie, co doprowadziło do wydania jej jako drugiego singla promującego I Remember Yesterday. Nagranie stało się największym przebojem z tej płyty i jednym z największych hitów w karierze Summer, docierając do szczytów list przebojów m.in. w Wielkiej Brytanii, Holandii i Australii, a także top 5 m.in. w Kanadzie, Niemczech i Szwecji. Utwór spopularyzował użycie syntezatorów, a w kolejnych dekadach ukształtował brzmienie muzyki klubowej i dał początek takim nurtom jak hi-NRG, house, techno i trance. W 1995 roku remiksy „I Feel Love” autorstwa Masters at Work i Faithless, z nowo nagranym wokalem Donny, zostały wydane na singlu i zdobyły sporą popularność w Europie, szczególnie na rynku brytyjskim.

## Lista ścieżek
- Singel 7"

A. „I Feel Love” – 5:53
B. „Can’t We Just Sit Down (And Talk It Over)” – 4:25
- Singel 12"

A1. „I Feel Love” – 8:15
A2. „Theme from the Deep (Down, Deep Inside)” – 6:06

## Notowania
| Kraj                              | Pozycja | Certyfikat      |
| --------------------------------- | ------- | --------------- |
| Australia                         | 1       |                 |
| Belgia (Ultratop Flandria)        | 1       |                 |
| Austria                           | 1       |                 |
| Belgia (Ultratop Walonia)         | 2       |                 |
| Hiszpania                         | 5       |                 |
| Holandia (MegaCharts)             | 1       |                 |
| Irlandia                          | 9       |                 |
| Kanada                            | 4       | platynowa płyta |
| Niemcy (Media Control)            | 3       |                 |
| Norwegia (VG-lista)               | 8       |                 |
| Nowa Zelandia                     | 2       |                 |
| Stany Zjednoczone (Billboard 200) | 6       | złota płyta     |
| Szwajcaria                        | 2       |                 |
| Szwecja (Sverigetopplistan)       | 5       |                 |
| Wielka Brytania (UK Albums Chart) | 3       | złota płyta     |

## Covery
- Zespół Bronski Beat umieścił medley piosenek „I Feel Love” i „Johnny Remember Me” na swojej pierwszej płycie, The Age of Consent (1984).
- W 2006 roku Madonna podczas trasy koncertowej Confessions Tour wykonywała fragment „I Feel Love” połączony ze swoją piosenką „Future Lovers”. Zapis wykonania został wydany na jej koncertowym albumie i DVD The Confessions Tour na początku 2007 roku[25].
- Fragment coveru piosenki otwierał koncerty z rezydentury Christiny Aguilery The Xperience z lat 2019–2020.[26]
- Sam Smith wydał własną wersję piosenki jesienią 2019.